# Дерслав з Угнева
Дерслав (Дзерслав) з Угнева (пол. Dersław (Dziersław) z Uhnowa;, або Дзерслав Угновський пол. Dziersław Uhnowski пом. не раніше бл. 1505) — польський шляхтич гербу Правда (Правдич), урядник та посідач маєтностей в українських землях часу Королівства Ягайлонів. Представник роду Ніщицьких. Батько — Зиґмунт з Радзанова, Угнева, белзький воєвода. Його брат Анджей Ніщицький — белзький і плоцький воєвода. Дерслав посідав уряд белзького каштеляна (згаданий у 1495).
Дружина — Анна Бучацька гербу Абданк (пом. бл. 1505, її батько — староста Ян Бучацький (чи Міхал Бучацький з Підгаєць)[джерело?], мати — Ядвіга (пом. 1483); записала фундуш для відправи богослужінь в збудованій близько 1440 року родинній каплиці-усипальниці при Латинському катедральному соборі у Львові. Після смерті дружини виник гострий конфлікт між ним та її родичами, а бл. 1507 року Бережани стали власністю роду Сенявських.